# 歌曲集 (格什温)
歌曲集（英語：George Gershwin's Songbook）是由Random House于1932年出版的音乐书籍，内容包含由格什温对本人写作的18首歌曲的钢琴改编。其中包括著名歌曲I Got Rhythm。